# Бирмански язовец
Бирманският язовец (Melogale personata) е вид бозайник от семейство Порови (Mustelidae).

## Разпространение и местообитание
Разпространен е в Китай, Индия, Лаос, Мианмар, Тайланд и Виетнам.